# ジェニー・ハル
ジェニファー・"ジェニー"・エバ・キャロライン・ハル（Jennifer ("Jenny") Eva Caroline Gal 、1969年11月2日 - ）は、イタリアの柔道家。ベルギーのイクル出身。父親はハンガリー人で、母親はアメリカ人。かつてはオランダ国籍。現役時代は56kg級→61kg級の選手。身長167cm。妹のジェシカ・ガルはオランダ代表の52kg級で活躍していた。

## 人物
ベルギーで生まれた後にオランダへ移り、56kg級の選手として活躍していたが、1989年に階級を61kg級に上げた。1992年バルセロナオリンピックでは2回戦で敗れた。1995年の世界選手権では、決勝で韓国の鄭成淑に有効で敗れて2位だった。1996年アトランタオリンピックでは準決勝で恵本裕子に効果を取られて敗れるも銅メダルを獲得した。その後、イタリアの柔道選手であり、1991年の世界選手権86kg級で3位となったジョルジオ・ビスマラと結婚して、国籍をイタリアに変更した。2000年シドニーオリンピックでは5位に終わった。

## 主な戦績
56kg級での戦績
- 1986年 - ヨーロッパジュニア　優勝
- 1987年 - ポーランド国際　3位
- 1988年 - ドイツ国際　3位
- 1988年 - ヨーロッパ選手権　3位
- 1988年 - 福岡国際　3位
- 1988年 - 世界学生　優勝
- 1989年 - フランス国際　優勝
- 1989年 - ベルギー国際　優勝
- 1989年 - ヨーロッパ選手権　3位

61kg級での戦績
- 1989年 - オーストリア国際　3位
- 1990年 - オーストリア国際　優勝
- 1990年 - 福岡国際　3位
- 1991年 - フランス国際　3位
- 1991年 - 世界選手権　5位
- 1992年 - ベルギー国際　3位
- 1993年 - ハンガリー国際　優勝
- 1993年 - 世界選手権　5位
- 1995年 - ハンガリー国際　優勝
- 1995年 - ヨーロッパ選手権　優勝
- 1995年 - 世界選手権　2位
- 1996年 - ハンガリー国際　優勝
- 1996年 - ヨーロッパ選手権　3位
- 1996年 - アトランタオリンピック　3位
- 1999年 - 福岡国際　3位
- 1999年 - フランス国際　優勝
- 1999年 - ヨーロッパ選手権　2位
- 2000年 - ブルガリア国際　優勝
- 2000年 - オーストリア国際　3位
- 2000年 - シドニーオリンピック　5位